# IC 4985
IC 4985 ist eine linsenförmige Galaxie vom Hubble-Typ S0 im Sternbild Pfau am Südsternhimmel. Sie ist schätzungsweise 193 Millionen Lichtjahre von der Milchstraße entfernt und hat einen Durchmesser von etwa 45.000 Lichtjahren.

Im selben Himmelsareal befinden sich u. a. die Galaxien NGC 6877, NGC 6880, IC 4981, IC 4982.
Das Objekt wurde am 21. September 1900 von DeLisle Stewart entdeckt.